# Grotta Én
La grotta Én, grotta rondone (molti rondoni costruire i loro nidi in questa grotta (in vietnamita Hang Én) è una grotta nella provincia di Quang Binh, Vietnam. È situata nel parco nazionale di Phong Nha-Ke Bang. Scoperta da un gruppo di esploratori britannici nel 2009, si ritiene che abbia una lunghezza totale di 1645 km.
È la terza più grande grotta del mondo.
Le persone del posto hanno scoperto questa grotta molti secoli fa. È una destinazione per i turisti.